# Oligia nigrithorax
Oligia nigrithorax är en fjärilsart som beskrevs av Max Wilhelm Karl Draudt 1950. Oligia nigrithorax ingår i släktet Oligia och familjen nattflyn. Inga underarter finns listade i Catalogue of Life.